# Dimetildiclorossilano
Dimetildiclorossilano é um composto de fórmula química Si(CH3)2Cl2.
Sua importância está na produção do silicone dimetil polissiloxano.